# Wohn- und Wirtschaftsgebäude Trupe 16
Das Wohn- und Wirtschaftsgebäude Trupe 16 in der niedersächsischen Gemeinde Lilienthal-Trupe  im Landkreis Osterholz stammt aus der Mitte des 18. Jahrhunderts. Aktuell (2025) wird es zum Wohnen genutzt.
Das Gebäude steht unter Denkmalschutz (siehe auch Liste der Baudenkmale in Lilienthal).

## Geschichte und Beschreibung
Lilienthal geht auf die Gründung des Klosters Lilienthal im 13. Jahrhundert zurück. Der Ortsteil Trupe liegt südwestlich vom Kern von Lilienthal und wurde 1232 bei der Klostergründung erstmals erwähnt.
Das eingeschossige, giebelständige Gebäude als Zweiständer-Hallenhaus in Fachwerk mit Steinausfachungen, reetgedecktem Krüppelwalmdach mit großer Gaube und Erker sowie Grooter Door mit Korbbogen wurde 1747 (Inschrift) gebaut und ist das älteste profane Gebäude von Trupe. Das Haus hat ein vollständig erhaltenes, mächtiges Innengerüst. Es wurde als Rauchhaus genutzt und bis um 1920 räucherten die Anwohner hier ihren Schinken, Speck und Würstchen.
Das Landesdenkmalamt befand u. a.: „… typisches Hallenhaus des 18. Jahrhunderts in Zweiständerkonstruktion …“